# Law & Order: Special Victims Unit (11.ª temporada)
A décima primeira temporada da série americana Law & Order: Special Victims Unit começou a ser exibida no dia 23 de setembro de 2009. Transmitida pelo canal NBC, a temporada terá 22 ou 24 episódios, sendo que 12 já foram exibidos.

## Elenco
- Christopher Meloni como Detetive Elliot Stabler
- Mariska Hargitay como Detetive Olivia Benson
- Richard Belzer como Detetive John Munch
- Ice-T como Detetive Odafin "Fin" Tutuola
- Stephanie March como Promotora Alexandra "Alex" Cabot
- B.D. Wong como Dr. George Huang
- Tamara Tunie como Dra. Melinda Warner
- Dann Florek como Capitão Donald "Don" Cragen

## Episódios
| Ordem | Episódio       | Tradução para português | Share | Pontos/share (18–49 anos) | Telespectadores (em milhões) | Ranking (horário) | Ranking (noite) |
| ----- | -------------- | ----------------------- | ----- | ------------------------- | ---------------------------- | ----------------- | --------------- |
| 1     | "Unstable"     | "Instável"              | -     | -                         | -                            | -                 | -               |
| 2     | "Sugar"        | "Açúcar"                | -     | -                         | -                            | -                 | -               |
| 3     | "Solitary"     | "Solitário"             | -     | -                         | -                            | -                 | -               |
| 4     | "Hammered"     | "Martelado"             | -     | -                         | -                            | -                 | -               |
| 5     | "Hardwired"    | "Por um fio"            | -     | -                         | -                            | -                 | -               |
| 6     | "Spooked"      | "Falou"                 | -     | -                         | -                            | -                 | -               |
| 7     | "Users"        | "Usuários"              | -     | -                         | -                            | -                 | -               |
| 8     | "Turmoil"      | "Tumulto"               | -     | -                         | -                            | -                 | -               |
| 9     | "Perverted"    | "Pervertido"            | -     | -                         | -                            | -                 | -               |
| 10    | "Anchor"       | "Âncora"                | -     | -                         | -                            | -                 | -               |
| 11    | "Quickie"      | "Rapidinha"             | -     | -                         | -                            | -                 | -               |
| 12    | "Shadow"       | "Sombra"                | -     | -                         | -                            | -                 | -               |
| 13    | "P.C."         | "P.C."                  | -     | -                         | -                            | -                 | -               |
| 14    | "Savior"       | "Salvador"              | -     | -                         | -                            | -                 | -               |
| 15    | "Confidential" | "Confidencial"          | -     | -                         | -                            | -                 | -               |
| 16    | "Witness"      | "Testemunha"            | -     | -                         | -                            | -                 | -               |
| 17    | "Disabled"     | "Desabilitado"          | -     | -                         | -                            | -                 | -               |
| 18    | "Bedtime"      | "Hora de dormir"        | -     | -                         | -                            | -                 | -               |
| 19    | "Conned"       | "Enganados"             | -     | -                         | -                            | -                 | -               |
| 20    | "Beef"         | "Carne"                 | -     | -                         | -                            | -                 | -               |
| 21    | "Torch"        | "Tocha"                 | -     | -                         | -                            | -                 | -               |
| 22    | "Ace"          | "Ás"                    | -     | -                         | -                            | -                 | -               |
| 23    | "Wannabe"      | "Quero ser"             | -     | -                         | -                            | -                 | -               |
| 24    | "Shattered"    | "Destruído"             | -     | -                         | -                            | -                 | -               |